# 小倉百人一首の歌人の一覧
小倉百人一首の歌人の一覧（おぐらひゃくにんいっしゅのかじんのいちらん）は、日本の小倉百人一首に集められている歌人の一覧である。

## 一覧
1. 天智天皇
2. 持統天皇
3. 柿本人麻呂
4. 山邊赤人（山部赤人）
5. 猿丸大夫
6. 中納言家持（大伴家持）
7. 阿倍仲麿（阿倍仲麻呂）
8. 喜撰法師
9. 小野小町
10. 蝉丸
11. 参議篁（小野篁）
12. 僧正遍昭
13. 陽成院（陽成天皇）
14. 河原左大臣（源融）
15. 光孝天皇
16. 中納言行平（在原行平）
17. 在原業平朝臣
18. 藤原敏行朝臣
19. 伊勢
20. 元良親王
21. 素性法師
22. 文屋康秀
23. 大江千里
24. 菅家（菅原道真）
25. 三條右大臣（藤原定方）
26. 貞信公（藤原忠平）
27. 中納言兼輔（藤原兼輔）
28. 源宗于朝臣
29. 凡河内躬恒
30. 壬生忠岑
31. 坂上是則
32. 春道列樹
33. 紀友則
34. 藤原興風
35. 紀貫之
36. 清原深養父
37. 文屋朝康
38. 右近
39. 参議等（源等）
40. 平兼盛
41. 壬生忠見
42. 清原元輔
43. 権中納言敦忠（藤原敦忠）
44. 中納言朝忠（藤原朝忠）
45. 謙徳公（藤原伊尹）
46. 曽禰好忠
47. 恵慶法師
48. 源重之
49. 大中臣能宣朝臣
50. 藤原義孝
51. 藤原実方朝臣
52. 藤原道信朝臣
53. 右大將道綱母（藤原道綱母）
54. 儀同三司母（高階貴子）
55. 大納言公任（藤原公任）
56. 和泉式部
57. 紫式部
58. 大貳三位
59. 赤染衛門
60. 小式部内侍
61. 伊勢大輔
62. 清少納言
63. 左京大夫道雅（藤原道雅）
64. 権中納言定頼（藤原定頼）
65. 相模
66. 前大僧正行尊
67. 周防内侍
68. 三条院（三条天皇）
69. 能因法師
70. 良暹法師
71. 大納言経信（源経信）
72. 祐子内親王家紀伊
73. 前権中納言匡房（大江匡房）
74. 源俊頼朝臣
75. 藤原基俊
76. 法性寺入道前関白太政大臣（藤原忠通）
77. 崇徳院（崇徳天皇）
78. 源兼昌
79. 左京大夫顕輔（藤原顕輔）
80. 待賢門院堀河
81. 後徳大寺左大臣（徳大寺実定）
82. 道因法師（藤原敦頼）
83. 皇太后宮大夫俊成（藤原俊成）
84. 藤原清輔朝臣
85. 俊恵法師
86. 西行法師
87. 寂蓮法師
88. 皇嘉門院別当
89. 式子内親王
90. 殷富門院大輔
91. 後京極摂政前太政大臣（九条良経）
92. 二条院讃岐
93. 鎌倉右大臣（源実朝）
94. 参議雅経（飛鳥井雅経）
95. 前大僧正慈円
96. 入道前太政大臣（西園寺公経）
97. 権中納言定家（藤原定家）
98. 従二位家隆（藤原家隆）
99. 後鳥羽院（後鳥羽天皇）
100. 順徳院（順徳天皇）

## 「百人秀歌」のみに見える歌人
以下の3名は小倉百人一首の原撰本「百人秀歌」のみに見える歌人である。
1. 一条院皇后宮（藤原定子）
2. 権中納言国信（源国信）
3. 権中納言長方（藤原長方）